# Distretto di Coayllo
Il distretto di Coayllo è uno dei sedici distretti della provincia di Cañete, in Perù. Si trova nella regione di Lima e si estende su una superficie di 590,99 chilometri quadrati.
Istituito il 28 luglio 1821, ha per capoluogo la città di Coayllo.